# محمد قباج
محمد القباج، (مواليد 1946 في مدينة فاس بالمغرب) هو مهندس و. سياسي مغربي.

## حياته
بعد حصول محمد قباج على درجة البكالوريوس، سافر إلى باريس لمواصلة دراسته في ثانوية سانت لويس، حيث تم قبوله في المدرسة المتعددة التكنولوجية في عام 1965.كما تخرج من مدرسة الجسور باريس تك في سنة 1969.

## مناصب
شغل القباج عدة مناصب منها:
- بين عامي 1969 و1972، شغل قباج منصب مدير وفد الأشغال العامة في تطوان ثم أصبح بين 1972 - 1973 مدير قسم الأشغال العامة. كما شغل منصب مدير الطرق وحركة المرور على الطرق في وزارة التشغيل العامة في الفترة من 1973 إلى 1980.
- وزير التجهيز في حكومة بوبيد الثانية من 5 نوفمبر 1981 إلى 30 نوفمبر 1983.[2]
- وزير التجهيز في حكومة العمراني الثالثة من 30 نوفمبر 1983 إلى 11 أبريل 1985.[3]
- وزير التجهيز و التكوين المهني و تكوين الأطر في حكومة لعمراني الرابعة/العراقي من 11 أبريل 1985 إلى 11 أغسطس 1992.[4]
- وزير الأشغال العمومية والتكوين المهني وتكوين الأطر في حكومة العمراني الخامسة من 11 أغسطس 1992 إلى 9 نونبر 1993.[5]
- وزير المالية والاستثمارات الخارجية. في حكومة الفيلالي الثانية من 1995 عام 1997.[6][7]

### في عهد الملك محمد السادس
- مستشار اللملك محمد السادس من 2000 حتى عام 2005.
- والي جهة الدار البيضاء الكبرى وعامل عمالة الدار البيضاء. وعندما انتهت ولايته على الجهة خلفه محمد حلاب، الذي بقي في المنصب حتى عام 2009.
- الرئيس المدير العام لمجموعة لافارج هولسيم المغرب من 2009 إلى 2016.[8]

### على المستوى الثقافي
- رئيس الجمعية المغربية لقدماء طلبة مدرسة البوليتيكنيك الفرنسية.[9]
- رئيس مؤسسة روح فاس.[10][11][12][13]

## أوسمة
- وسام الملك الفونسو العاشر (1994).[14]
- الجائزة المتوسطية للسلام (2009).[15]